# Тайваньская партия государственного строительства
Тайваньская государственная строительная партия (кит. трад. 台灣基進) — политическая партия Китайской Республики, возглавляющая зелёную коалицию, которая выступает за официальное признание независимости острова. Важным пунктом программы партии традиционно являлось проведение на Тайване референдума для изменения конституционного названия существующего там государства с «Китайская Республика» (Чжунхуа Миньго, что может также переводиться как «Республика Китай») на «Тайваньская Республика» (Тайвань Миньго, что может также переводиться как «Республика Тайвань»).
На выборах в Законодательный Юань 2020 партия получила одно место, которая потеряла в 2024.